# 聯合橋 (阿伯丁)

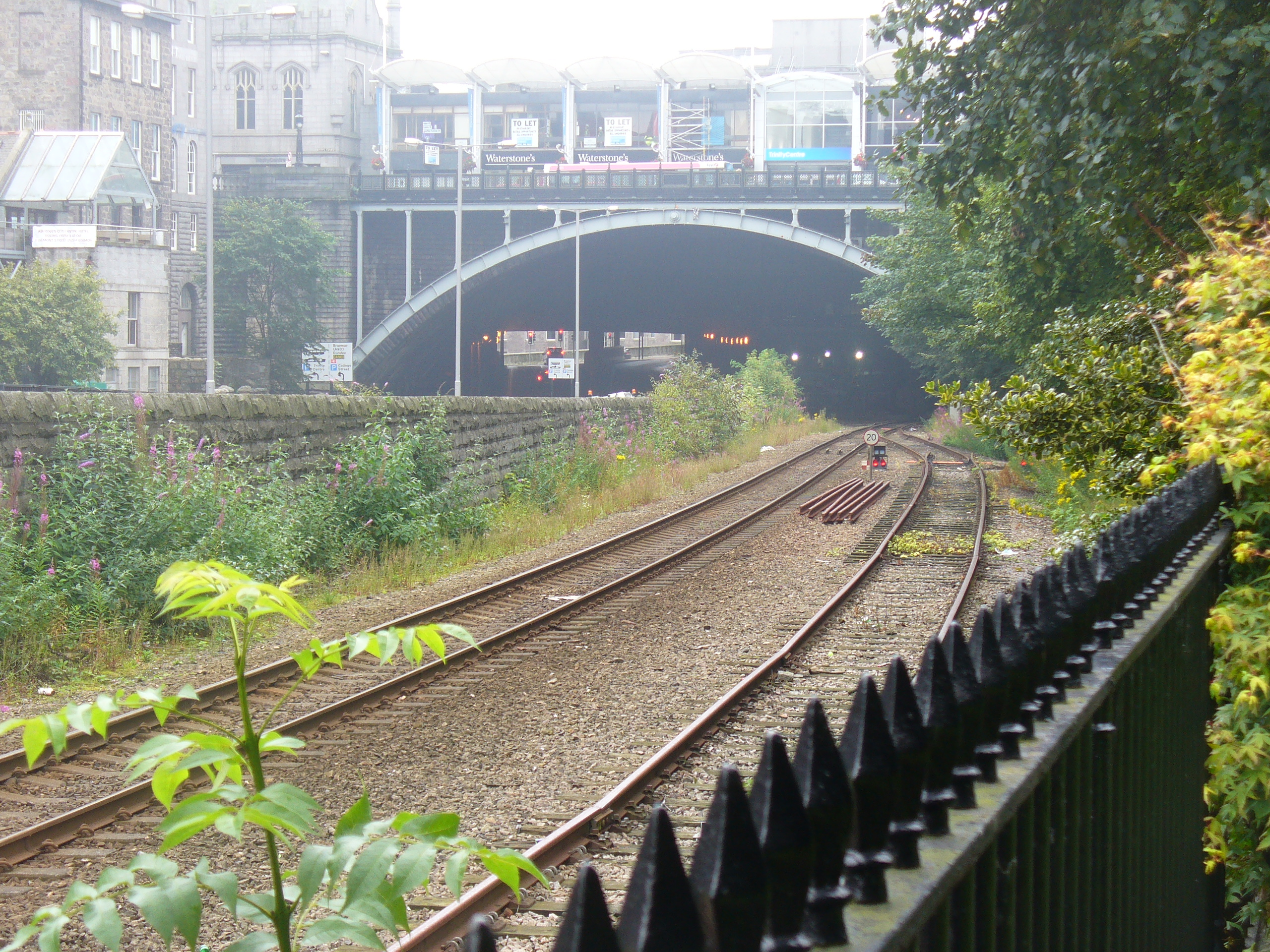

聯合橋（Union Bridge）是英國蘇格蘭阿伯丁聯合街上的一座橋樑。這座橋樑是世界最大的單拱花崗岩橋，也是一座B級登錄建築。聯合橋修建於1801年至1805年，慶祝英格蘭和蘇格蘭的聯合。